# Soma (Castropol)
Soma (oficialmente y en asturiano: A Soma) es un lugar de la parroquia de Piñera, concejo de Castropol, en la comarca del Eo-Navia, Principado de Asturias, España.